# Christine Stichler
Christine Stichler (auch: Christine Stichler-Geisler; * 22. Januar 1966 in München) ist eine deutsche Synchronsprecherin und Schauspielerin.

## Leben
Christine Stichler ist mit ihrer besonders sanften und ruhigen Stimme vor allem durch langjährige Rollen z. B. in Party of Five, Will & Grace, Beverly Hills, 90210 und How I Met Your Mother bekannt. Neben etlichen Realserien ist sie in vielen Anime- und Animationsserien zu hören, unter anderem als Schwester Joy in der Animeserie Pokémon. Daneben ist sie in erfolgreichen Serien wie South Park und Family Guy zu hören. Als Schauspielerin war sie vor allem am Chiemgauer Volkstheater aktiv, wo sie schon in einigen Fernsehproduktionen mitwirkte.

## Privates
Sie war mit Achim Geisler bis zu seinem Tod am 10. Januar 2021 verheiratet.

## Synchronisation
Cobie Smulders
- 2008–2014: in How I Met Your Mother als Robin Scherbatsky
- 2012: in Marvel’s The Avengers als Maria Hill
- 2013: in Der Lieferheld – Unverhofft kommt oft als Emma
- 2014–2015: in Marvel’s Agents of S.H.I.E.L.D. als Maria Hill
- 2014: in The Return of the First Avenger als Maria Hill
- 2014: in They Came Together als Tiffany
- 2015: in Avengers: Age of Ultron als Maria Hill
- 2016: in The Intervention als Ruby
- 2016: in Jack Reacher: Kein Weg zurück als Major Susan Turner
- 2017–2019: in Friends from College als Lisa Turner
- 2017: in Eine Reihe betrüblicher Ereignisse als Mutter
- 2018: in Avengers: Infinity War als Maria Hill
- 2019: in Spider-Man: Far From Home als Maria Hill
- 2020: in Stumptown als Dex Parios
- 2022: in How I Met Your Father als Robin Scherbatsky
- 2023: in Secret Invasion als Maria Hill
- 2023: in What If…? als Maria Hill

Kate Beckinsale
- 1994: in Geheimnisse als Julia
- 1997: in Shooting Fish – Kleine Fische, großes Geld! als Georgie
- 2000: in The Golden Bowl als Maggie Verver

Amanda Peet
- 2005: in Syriana als Julie Woodman
- 2006: in Dein Ex – Mein Albtraum als Sofia Kowalski

### Filme
- 1995: Robin Tunney in Der Hexenclub als Sarah Bailey
- 1997: Tori Spelling in Scream 2 als Tori Spelling / 'Stab-Sidney Prescott
- 2000: Diane Hudock in Coyote Ugly als Moderatorin
- 2014: Geraldine Nakache in Asterix im Land der Götter als KeinBonus Ehefrau
- 2019: Ramla Ayari  in Auf der Couch in Tunis als Amel

### Serien
- 1987: Lesli Kay in Reich und Schön als Felicia Forrester
- 1992–2000: Tori Spelling in Beverly Hills, 90210 als Donna Martin
- 1994: Jane Hall in Rock ’n’ Roll Daddy als Anna Summer
- 1995–2003: Valerie Bertinelli in Ein Hauch von Himmel als Gloria
- 1996–2001: Jennifer Love Hewitt in Party of Five als Sarah Reeves
- 1998–2006, 2017–2020: Debra Messing in Will & Grace als Grace Adler
- 1998–2003: Elisa Donovan in Sabrina – Total Verhext! als Morgan Cavanaugh
- 1998–1999: Elisa Donovan in Clueless – Die Chaos-Clique als Amber Princess Mariens
- 1998–2009: Mo Collins in MADtv als Diverse
- 2000: Jennifer Love Hewitt in New York Life – Endlich im Leben! als Sarah Reeves Merrin
- 2009: Laila Rouass in Primeval als Dr. Sarah Page
- 2013: Debra Messing in Smash als Julia Houston
- 2014–2017: Jill Flint in The Night Shift als Dr. Jordan Alexander
- 2022: Sara Zwangobani in Der Herr der Ringe: Die Ringe der Macht als Marigold Brandyfuß

### Animationsfilme und -serien (Auswahl)
- Pokémon – Der Film als Schwester Joy und Marill
- Das Superhirn der Mirage Pokémon als Schwester Joy
- Pokémon als Schwester Joy (bis Staffel 8)
- Family Guy  als Meg Griffin
- Ranma ½ als Kasumi Tendo
- DoReMi als Emilie
- South Park als Sharon Marsh (nur Staffel 1)
- RahXephon als Helena Bähbem
- Mein Nachbar Totoro als Mutter
- Sissi: Die Zeichentrickserie als Sissi
- Der kleine Nick als Mutter
- Sailor Moon Crystal als Setsuna Meio/Sailor Pluto

### Videospiele
- Jade Empire als Morgenstern (Kim Mai Guest)
- Mass Effect als  Liara T’Soni (Ali Hillis)

## Filmografie (Auswahl)
Chiemgauer Volkstheater
- 1992: Die falsche Katz – als Ria Schätzelbach
- 1993: Nix für unguat – als Gunda Rüppel
- 1993: Seine Majestät der Kurgast – als Anita Gänslein
- 2001: Die Kramer-Res – als Fanny Dollinger
- 2003: Skandal in Pullding – als Gaby Mast
- 2005: Stress im Polizeirevier – als Julia, Sängerin
- 2005: Der Bauerndiplomat – als Marga, Sekretärin
- 2006: D'Winslbacher Würschtl-Wally – als Berta Rübenklau
- 2006: Abschlag ins Glück – als Isolde Braun
- 2007: Der Silvesterstar – als Christine Obermüller
- 2007: Die Vorstadt-Diva – als Ayse, Putzfrau
- 2007: Fischers feiern Fasching – als Christine, Haushaltshilfe
- 2008: Karriere auf der Alm – als Olga Fiedler
- 2008: Der König von Hohenmoos – als Zeynep, Hausangestellte
- 2009: Der Hauptgewinn – als Stefanie Reiter, Tourismusdirektorin
- 2009: Der Silvesterknaller – als Trude, Köchin
- 2010: Bruno’s Bruder – als Ulla Bachhuber, Sektretärin
- 2010: Auf Opa ist Verlass – als Irene Mühlbacher
- 2010: Der Bulle von Rosenheim – als Beatrix Stäblein
- 2010: Weihnachten im Polizeirevier – als Isolde Grund
- 2011: Da Brezensalzer – als Dr. Yvonne Gürtler
- 2011: Handylust und Handyfrust – als Beate Lichtlein, Chefin
- 2011: Der Narrenbacher Almabtrieb – als Gertrud, Bedienung
- 2011: Hüttengaudi – als Carmen Sommer
- 2011: Altaich – als Karline Schnaase
- 2012: In den Himmel wollen sie alle – als Dr. Karin Lessing
- 2012: Ahoi am Chiemsee – als Marlies Unkelbach
- 2012: Vorsicht bissiger Hund – als Ingrid Heil, Tierärztin
- 2013: Da war doch noch was – als Schwester Dragica